# Vieux-Mesnil
Vieux-Mesnil – miejscowość i gmina we Francji, w regionie Hauts-de-France, w departamencie Nord.
Według danych na rok 1990 gminę zamieszkiwało 437 osób, a gęstość zaludnienia wynosiła 73 osób/km² (wśród 1549 gmin regionu Nord-Pas-de-Calais Vieux-Mesnil plasuje się na 828. miejscu pod względem liczby ludności, natomiast pod względem powierzchni na miejscu 595.).